# 达地水族乡
达地水族乡是中华人民共和国贵州省黔东南苗族侗族自治州雷山县下辖的一个民族乡。

## 行政区划
达地水族乡下辖以下村级行政区划单位：
达地水族乡社区、达勒村、小乌村、达地村、排老村、里勇村、背略村、乌达村、高车村、乌空村和也蒙村。

## 中国传统村落
2013年8月，也蒙苗寨被评为第二批中国传统村落。